# Kristjan Haljak
Kristjan Haljak (* 3. Oktober 1990 in Tallinn) ist ein estnischer Dichter und Übersetzer.

## Leben
Haljak machte 2009 in Tallinn sein Abitur und studierte von 2009 bis 2015 an der Universität Tallinn Romanistik. Er schloss sein Studium mit dem Magistertitel ab und arbeitete an verschiedenen Schulen als Französischlehrer. Haljak ist seit 2017 Mitglied des Estnischen Schriftstellerverbands.

## Werk
Seine erste Gedichtsammlung erschien 2014 und trug dieselbe Überschrift wie das 80 Jahre früher erschienene Debüt von Heiti Talvik, Palavik („Fieber“). Die Kritik hat surrealistische Elemente festgestellt, und bei seinen in rascher Folge erschienenen weiteren Sammlungen gesellte sich die Dekadenz hinzu. Tatsächlich sind diese beiden Strömungen vor allem der französischen Literatur wichtig für den Autor, der bereits während seines Studiums die Surrealismustheorie in den Manifesten von André Breton mit der Schreibpraxis des estnischen Dichters Andres Ehin verglich.
Haljak ist auch als Übersetzer aus dem Französischen (beispielsweise Charles Baudelaire) und Englischen (Charles Bukowski) tätig.

## Auszeichnungen
- 2018 Literaturpreis der Universität Tallinn (Übersetzung)
- 2022 Jahrespreis der Zeitschrift Looming
- 2024 Literaturpreis der Universität Tallinn

## Bibliografie (Auswahl)
- Palavik ('Fieber'). Värske Rõhk, Tartu 2014. 59 S. (Värske raamat 17)
- Conceptio Immaculata: uuemate luuletuste kogu, mis kõrgestiaustatud Kristjan Haljak 2016. Issanda aastal kõigi muusade armastuse läbi on kirja pannud ning mis nüüd meie armuliku lugeja lauale on jõudnud ('Conceptio Immaculata: Sammlung neuerer Gedichte, die der hochgeehrte Kristjan Haljak im Jahre 2016 des Herrn durch die Liebe aller Musen zu Papier gebracht hat und die jetzt auf den Tisch unseres barmherzigen Lesers gelangen'). Vihmakass ja Kakerdaja, s. l. 2017. 62 S.
- Uus inimene ('Der neue Mensch'). Tuum, Tallinn 2017. 111 S.
- Verlaine’i revolver ('Verlaines Revolver'). Tuum, Tallinn 2018. 91 S.
- Illuminatsioonid ('Illuminationen'). Tuum, Tallinn 2020. 97 S.
- Warszawa Centralna. Kaksikhammas, s. l. 2021. 64 S.
- Elektra Domina. Kaksikhammas, s. l. 2023. 92 S